# Al-Ahqaf
Al-Ahqaf (arabe : سُورَةُ ٱلْأَحْقَافِ, français : Les Dunes) est le nom traditionnellement donné à la 46e sourate du Coran, le livre sacré de l'islam. Elle comporte 35 versets. Rédigée en arabe comme l'ensemble de l'œuvre religieuse, elle fut proclamée, selon la tradition musulmane, durant la période mecquoise.

## Origine du nom
Bien que le titre ne fasse pas directement partie du texte coranique, la tradition musulmane a donné comme nom à cette sourate Les Dunes, en référence au contenu du vingt-et-unième verset : « 21. Et rappelle-toi le frère des Aad (Hud) quand il avertit son peuple à Al-Ahqaf - alors qu’avant et après lui, des avertisseurs sont passés - [en disant] : “N’adorez qu’Allah. Je crains pour vous le châtiment d’un jour terrible”. »

## Historique
Il n'existe à ce jour pas de sources ou documents historiques permettant de s'assurer de l'ordre chronologique des sourates du Coran. Néanmoins selon une chronologie musulmane attribuée à Ǧaʿfar al-Ṣādiq (VIIIe siècle) et largement diffusée en 1924 sous l’autorité d’al-Azhar,, cette sourate occupe la 66e place. Elle aurait été proclamée pendant la période mecquoise, c'est-à-dire schématiquement durant la première partie de l'histoire de Mahomet avant de quitter La Mecque. Contestée dès le XIXe par des recherches universitaires, cette chronologie a été revue par Nöldeke,, pour qui cette sourate est la 88e.
Pour Boisliveau, « Comme pour l’ensemble du Coran, retrouver l’histoire de composition de cette sourate n’est pas aisé, tout comme il est quasiment impossible de retrouver le contexte historique exact des étapes de composition ».

## Interprétations

### Versets 7–12: le livre de Moïse
Pour Azaiez, ce passage illustre la pratique du contre-discours comme forme rhétorique du Coran. Il permet en particulier de mettre en lumière plusieurs types de réponse aux discours contredisant Mahomet qui sont cités dans le Coran. Dye s’interroge sur les protagonistes de ce contre-discours. Entre récit lié à la prédication de Mahomet et « mise en scène », il ne semble pas possible pour lui de séparer les deux.
Dye s’interroge sur le sens du mot kitab. « Que kitāb doive être identifié au muṣḥaf coranique [...] ne va nullement de soi (sauf à considérer que ces versets sont contemporains de la composition-collecte du Coran, auquel cas la thèse de l’autoréférentialité est plus plausible) : kitāb pourrait-il simplement désigner « les révélations » reçues par le Prophète (sans que l’on sache clairement l’étendue des révélations concernées, ni si elles ont déjà été mises par écrit) ? ». Certains rhétoriciens ont « forgé » un concept pour présenter le kitab comme une anticipation du Coran. Pour d’autres, l’usage de ce terme doit être associé à la question des écrits juifs, voire chrétiens.
Dans les versets 10-11, une référence est faite à un récit concernant les « enfants d’Israël », sans plus de précision. Pour El-Badawi, le vocabulaire pourrait être à associer aux rapports de l’Église à la loi de Moïse. Pour Hawting, ce passage semble contredire la vision traditionnelle, voyant dans les opposants de Mahomet des polythéistes. Sirry se demande ce terme désigne un juif ayant suivi Mahomet ou l’espérance que Mahomet dans le fait que les juifs le suivent.

Texte de la sourate (Coran datant de 1874)
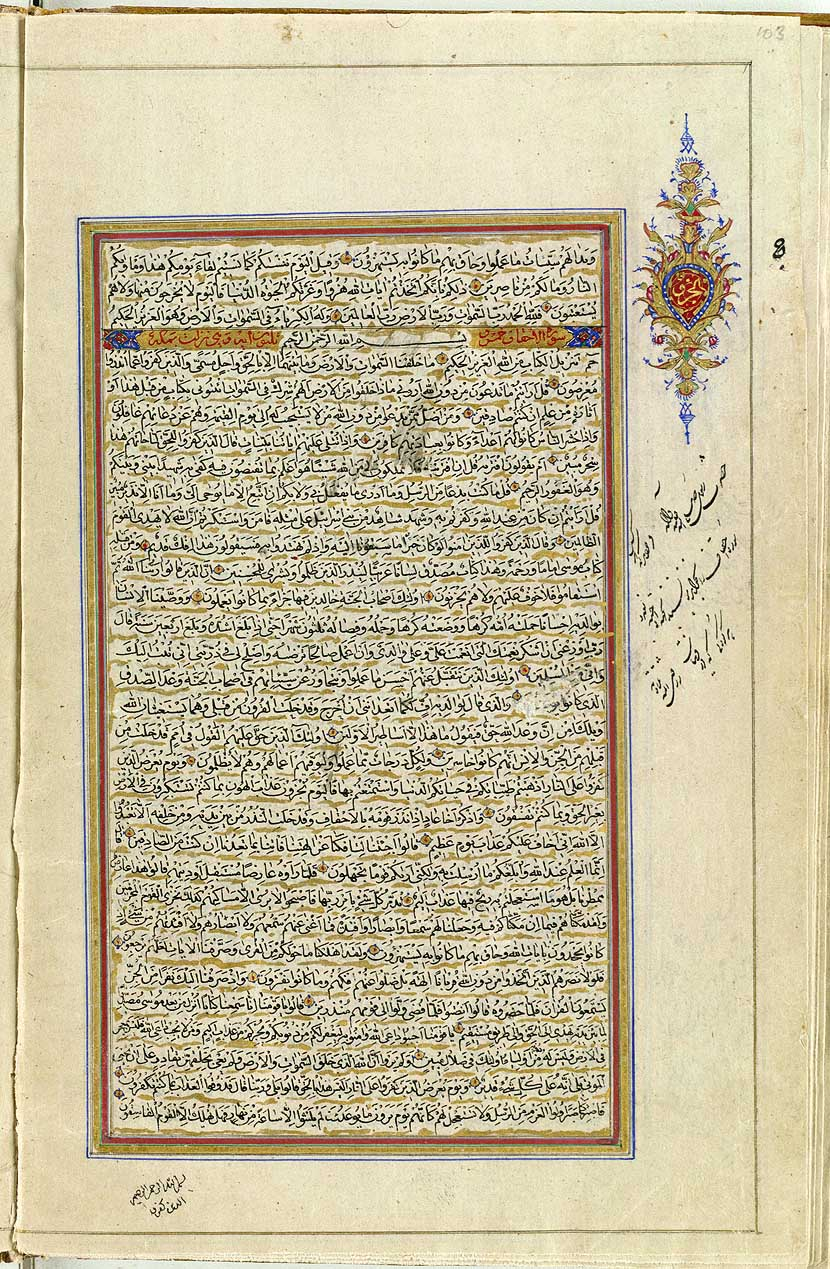